# Fazlollah Zahedi

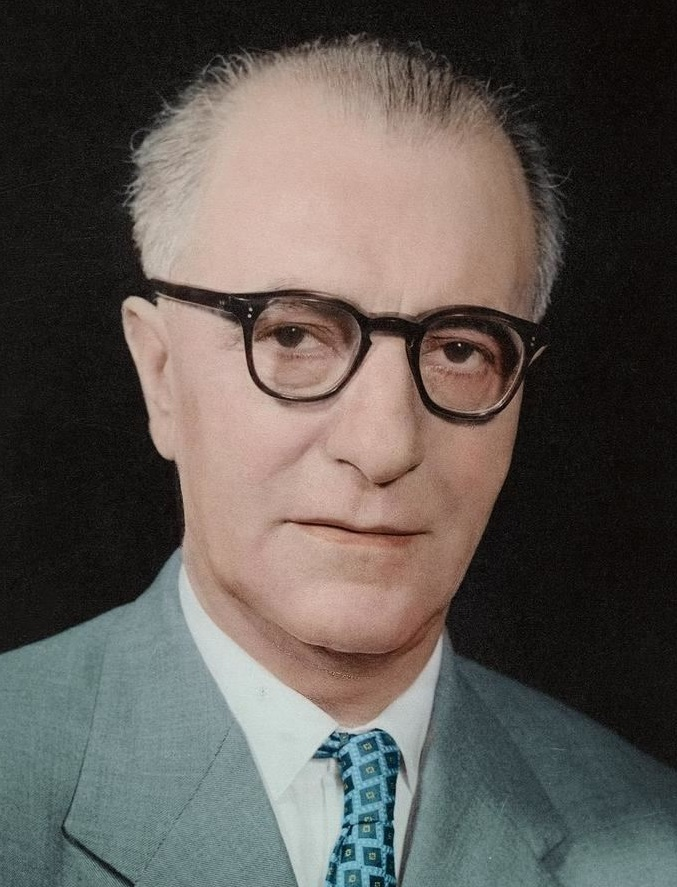
Fazlollah Zahedi

Fazlollah Zahedi (persiska: فضل‌الله زاهدی), född 17 maj 1892 i Hamadan, Persien, död 2 september 1963 i Genève, Schweiz, var en iransk general och statsman. Zahedi är mest omtalad för sin roll i statskuppen i Iran 1953 där Irans folkvalde premiärminister Mohammad Mosaddegh avsattes genom en statskupp. Han tjänstgjorde som inrikesminister (1951), premiärminister (1953), och utrikesminister (1953) under shah Mohammad Reza Pahlavi.

## Biografi och politisk karriär

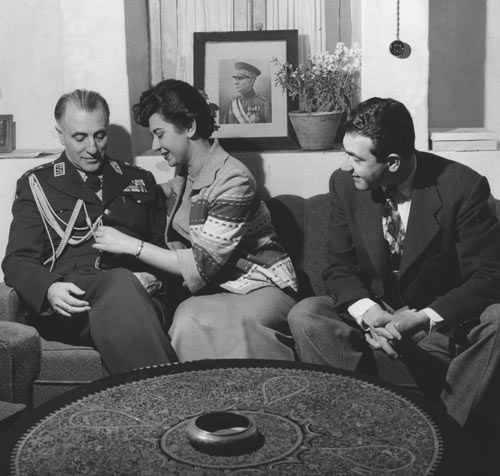
Familjen Zahedi (sonen Ardeshir till höger)

Fazlollah Zahedi föddes i staden Hamadan i västra Persien år 1897. Han var son till Abol Hasan Zahedi, en förmögen jordägare. Zahedi fick sin tidiga utbildning i Persiens kosackbrigad som utbildades av ryssar. En av hans lärare från denna tid var Reza Khan som 1925 blev shah av Persien med namnet Reza Shah Pahlavi.
Under Reza Shahs styre utnämndes Zahedi år 1926 till militärguvernör i provinsen Khuzestan och 1932 till Chef för Persiens Rikspolisstyrelse. Han utnämndes även till chef för det senare myndigheten av Mohammad Reza Pahlavi år 1949.
Efter sin pensionering blev han senator och utnämndes till inrikesminister 1951 i Hosein Alas regering, en post som han behöll under Mohammad Mosaddegh. Han stödde hängivet nationaliseringen av Irans oljeindustri som ägdes av British Petroleum. Han motsatte sig emellertid Mosaddeghs tolerans gentemot det förbjudna kommunistpartiet Tudeh. Zahedi avskedades av Mosaddegh 1951 efter att armén slagit ned på Moskvatrogna anhängare av partiet som demonstrerade för en nationalisering. Efter att Iran kastats in i en ekonomisk kris på grund av Mosaddeghs nationalisering av oljan beslöt USA och England att genomföra en statskupp mot Mosaddeghs regering som inom CIA gick under namnet "Operation Ajax". Zahedi hade en central roll i dessa politiska händelser och hans hängivna stöd till shahen var avgörande för kuppens framgång.
Efter kuppen utnämndes Zahedi till premiärminister.
Zahedi var gift med prinsessan Khadije Pir-Nia, dotter till Hosein Pir-Nia och barnbarn till Mozaffar al-din Shah. Paret fick två barn, sonen Ardeshir och dottern Homa. Ardeshir blev framgångsrik diplomat och Homa var tjänsteman vid Hamadans provinsadministration.